# Guillermo Sánchez (novelista y periodista)
Guillermo Sánchez es un escritor y periodista español nacido en Sevilla (España) en 1960. Colaborador en distintos medios de comunicación (prensa, radio y televisión) y autor de los libros "La levitación", "Y la Macarena se vistió de luto" y "Lluvia de almendras". 

## Carrera

### Periodismo
Se inició como periodista en los diarios "Nueva Andalucía", El Correo de Andalucía y Diario 16. Su etapa radiofónica comenzó en la Cadena Ser, por sus emisoras Radio Sevilla, Radio Málaga y Radio Madrid. En 1988 formó parte de la primera plantilla de profesionales de Canal Sur Radio. En 2002 se integró en Canal Sur Televisión como periodista deportivo y especialista en historia de la Semana Santa de Sevilla. En 2016 obtuvo el premio Blázquez de periodismo por el documental titulado "Ases de copas".  En 2019 la "Fundación Machado" le concedió el premio "Demófilo" por su participación como narrador en la emisión del programa "La entrada de las Esperanzas" por Canal Sur Televisión.

### Literatura
En 2011 fue finalista del premio Ateneo de novela histórica por "La levitación", ambientada en la Sevilla del siglo XVII. En 2020 salió a la luz su ensayo sobre la edad dorada de la Esperanza Macarena titulado "Y la Macarena se vistió de luto".  Su última obra, publicada en 2021, se titula "Lluvia de almendras", una novela que tiene como telón de fondo la primera circunnavegación del mundo, encabezada por Magallanes y culminada por Elcano.

## Obras principales
- La levitación (2012, editorial Jirones de azul) ISBN, 9788492868964
- Y la Macarena se vistió de luto (2020, editorial El Paseo) ISBN, 9788412297348
- Lluvia de almendras (2021, editorial Algaida) ISBN, 9788491895138